# Macrosteles laevis
Macrosteles laevis är en insektsart som beskrevs av Ribaut 1927. Macrosteles laevis ingår i släktet Macrosteles och familjen dvärgstritar. Arten är reproducerande i Sverige. Inga underarter finns listade i Catalogue of Life.